# 卡季河
卡季河（俄语：Кадь），是俄羅斯的河流，位於該國的斯维尔德洛夫斯克州和彼爾姆邊疆區，屬於亞伊瓦河的左支流，發源自北烏拉爾山脈西坡，河道全長76公里，流域面積570平方公里。